# De Havilland Canada Dash 7
Il De Havilland Canada DHC-7, conosciuto anche come Dash 7 è un aereo di linea regionale turboelica con capacità di decollo e atterraggio corti (STOL). Ha volato per la prima volta nel 1975 ed è rimasto in produzione fino al 1988 quando la De Havilland Canada è stata acquisita dalla Boeing e poi rivenduta alla Bombardier; quest'ultima ha poi rivenduto nel 2006 alla Viking Air, un produttore con base a Victoria, la certificazione di omologazione.

## Progetto

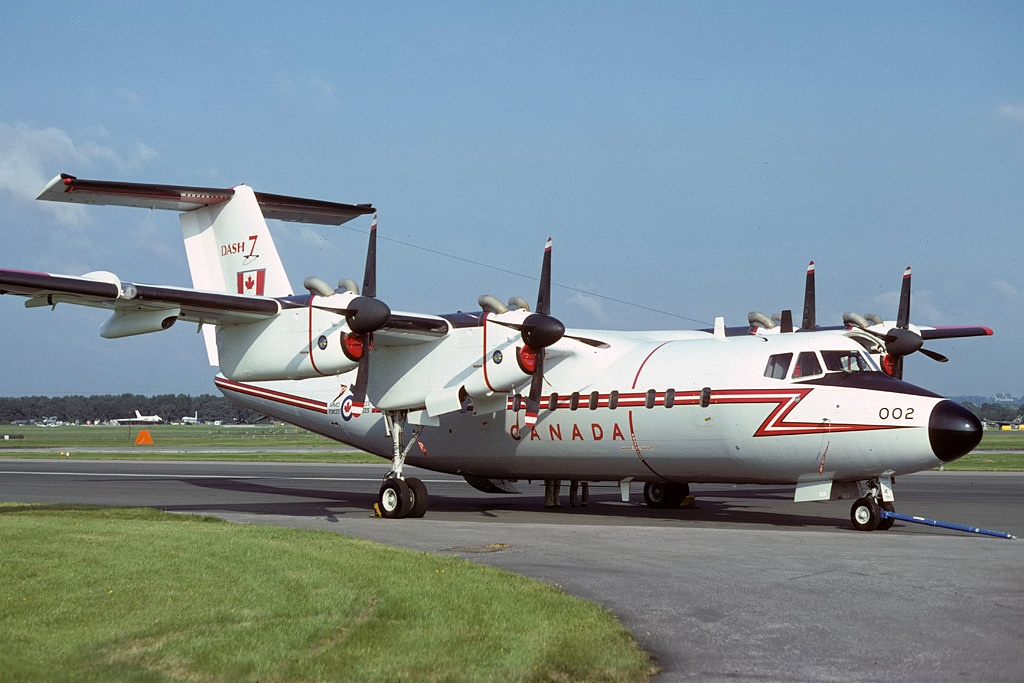
Dash 7 del 412º Squadrone a Lahr, Germania venduto poi in Canada con matricola C-GILE.

Già negli anni sessanta la De Havilland Canada era conosciuta in tutto il mondo per le performance dei suoi aerei con capacità di decollo e atterraggio corti, tuttavia questi aerei erano piccoli e impiegati fuori dalle rotte regionali commerciali che erano servite da aerei turboelica più grandi e performanti come i Fokker F27, Fairchild F-27, Convair 580, Convair 600 e Hawker Siddeley 748.
I progettisti della De Havilland Canada pensarono di poter competere con gli altri aerei della stessa classe sfruttando le innate capacità STOL degli aerei De Havilland facendoli operare su aeroporti più piccoli e con spazi di manovra ridotti, utilizzando persino piste semi-preparate dove gli altri modelli concorrenti avrebbero avuto delle difficoltà. Le prime specifiche del progetto parlavano di un aereo da 40 posti con un'autonomia piuttosto ridotta, circa 200 miglia (322 km), che potesse operare da piste di soli 2 000 piedi (610 m).
Con l'entrata in vigore delle leggi anti rumore, durante gli anni settanta, il progetto doveva prevedere che l'aereo fosse piuttosto silenzioso; per fare ciò i progettisti disegnarono eliche molto più larghe (sovradimensionate) che ruotando più lentamente erano meno rumorose. La maggior parte del rumore prodotto da un'elica è generato all'estremità delle pale che ruotano appena sotto la velocità del suono, utilizzando eliche maggiorate non serve che le estremità delle pale raggiungano velocità così alte e la velocità di rotazione può essere ridotta pur non sacrificando la spinta. Il Dash 7 è spesso atterrato con una velocità delle eliche di soli 900 giri al minuto e decollato con una velocità di 1 210 rpm.
Per altri aspetti il Dash 7 è una versione ingrandita e a quattro motori del DHC-6 Twin Otter: lo schema della struttura è pressoché simile, con un elevato allungamento alare, ala alta e dettagli simili del cockpit e nel profilo del muso.
Le variazioni invece includono l'aggiunta della pressurizzazione della cabina (che richiese di passare ad una fusoliera a sezione circolare), il carrello d'atterraggio che si ritrae in avanti nelle gondole dei due motori interni e una grande coda con disegno a T per mantenere i piani orizzontali lontani dal getto delle eliche durante il decollo (l'impennaggio del DHC-6 Twin Otter è di tipo cruciforme).
Gli alettoni del Dash 7 hanno dimensioni ridotte per dare più spazio ai flap, l'ala è equipaggiata anche con una serie di spoiler di rollio (spoileron). Gli spoiler di rollio interni lavorano a qualsiasi velocità mentre quelli esterni a velocità inferiori ai 130 nodi (241 km/h) per assicurare maggiore manovrabilità alle basse velocità.
Al momento dell'atterraggio gli spoileron sia interni che esterni si estendono simultaneamente per contrastare la portanza generata dall'ala.
Le ali sono dotate di flap di tipo Fowler, ancora una volta per una maggiore manovrabilità alle basse velocità.
Per assicurare spazi ridotti durante gli atterraggi su piste corte o semi preparate i motori sono dotati di inversori di spinta.

## Impiego operativo

### Missioni speciali
- Alcuni Dash 7 che sono stati venduti sono stati utilizzati per diversi scopi. Un ben noto operatore commerciale, Air Greenland, con i suoi Dash 7, ha dimostrato che era utile nella gestione dei piccoli aeroporti e poteva essere utilizzato anche in cattive condizioni climatiche. Le Nazioni Unite hanno anche fatto uso dei Dash 7s. Alcuni Dash 7 sono stati utilizzati da organizzazioni militari e governative. Due sono stati utilizzati dalle Forze Armate canadesi sotto la denominazione di "CC-132"; erano i mezzi passeggeri-merci più convenzionali. Un DASH-7-150 è stato messo in servizio con il nome "Dash 7R" o "Dash 7IR" dal Transport Canada per il "National Aerial Surveillance Program (NASP)", eseguendo un volo di pattugliamento degli oceani o dei Grandi Laghi per eseguire sondaggi sull'inquinamento, sulle condizioni del ghiaccio, e per la sorveglianza marittima in generale. Questa macchina è infine dotata di una seconda cabina di pilotaggio adibita agli osservatori posizionata nella sommità della fusoliera anteriore; aggiunto anche un radar di bordo laterale con l'antenna posizionata nella carenatura sul lato inferiore sinistro della fusoliera.
- L'esercito americano era da tempo un cliente di DHC; utilizzava infatti molti modelli di DHC, come il Buffalo per usi di servizio. Trovò anche il DASH-7 molto interessante. Nei primi anni 1990, il Comando Sud dell'esercito degli Stati Uniti, con il suo campo di competenza in America Latina, ha determinato la necessità di una piattaforma a "basso profilo" per partecipare alle operazioni anti-droga. Il Dash-7 è stata una scelta eccellente per la missione. Accoppiato a una buona resistenza ed a una capacità di carico-trasporto di ottima qualità mostrava prestazioni ottimali. Inoltre, sembrava un aereo civile e faceva relativamente poco rumore, quindi adatto all'esercito per non attirare l’attenzione. Il contratto iniziale per la conversione del DASH-7 in un aereo “intelligente” è stato assegnato alla California Microwave Incorporated nella primavera del 1991 con il primo "Airborne Reconnaissance Low (ARL)". Tre ARLS sono stati forniti al Southcom, con uno di loro ottimizzato per l'imaging intelligence (IMINT) e gli altri due per i signal intelligence (SIGINT). Alla macchina IMINT è stata data la denominazione di "O-5A" e alle due macchine SIGINT la denominazione di "EO-5B". Per confondere ulteriormente le cose, la denominazione "C-7" è stato originariamente applicata al vecchio DHC Caribou. In ogni caso, con attrezzi di sorveglianza, gli ARLS sono stati dotati di armatura in kevlar selettiva e un sistema di contromisure difensivo, includendo anche un'unità di allarme radar e un gruppo avvistatore missili. Gli ARLS sono stati utilizzati nell'intervento ad Haiti nel 1994, durante il mantenimento della pace bosniaca, durante le operazioni anti-droga, e a sostegno delle operazioni di soccorso.
- L'ARL ha soddisfatto molto bene le esigenze del Southcom, e così l'esercito ha continuato ad avviare l'acquisizione di versioni più avanzate. Nell'estate del 1993, ha progettato l' "ARLM (ARL multifunzione)", che fonde le funzioni SIGINT e IMINT dei due tipi di O-5A e 5B EO-, insieme a nuove funzionalità. Il progetto "RC-7B" è stata applicato all'ARLM, e nel 2004, è stato ufficialmente progettato e denominato l'"EO-5C". I primi due EO-5cs sono stati consegnati nell'autunno del 1996, e sono stati utilizzati in Corea per osservare le attività militari nord coreane. L'EO-5C portava un equipaggio di un pilota, un copilota e quattro operatori tecnici. I sistemi elettronici sono stati altamente automatizzati per ridurre il carico di lavoro dell'equipaggio. L'EO-5C può essere considerato una sorta di combinazione tra un E-8 "Joint-STARS" e un RC-135 "Rivet Joint". Anche se non ha avuto le capacità di questi ultimi, l'EO-5C era adeguato per le missioni a bassa intensità, ed era molto più conveniente per operare. L'EO-5C non poteva essere considerato a buon mercato, ma aveva circa lo stesso prezzo di un caccia F-16, e di gran lunga più economico di una Joint-STARS o Rivet Joint. I suoi costi operativi sono stati altrettanto più bassi, circa il 15% di quelli del RC-135. L'EO-5C potrebbe tipicamente operare per 7,5 ore a 250 km, anche se potrebbe essere configurato per i voli di 10 ore.

### Incidenti
Dati tratti da Aviation Safety Network
Il de Havilland Canada DHC-7 è stato coinvolto in sei incidenti (e 10 incidenti complessivi) con un totale di 68 decessi.
- 28 aprile 1982 - un Aerovias Nacionales de Honduras DHC-7-103 è stato dirottato a Le Ceiba-Goloson International Airport in Honduras senza nessun danno fisico ai passeggeri.
- 9 maggio 1982 - un Alyemda DHC-7-103 si è schiantato in mare vicino all'aeroporto internazionale di Aden nello Yemen, uccidendo 23 persone delle 49 totali a bordo.
- 23 giugno 1982 - un Henson Airlines DHC-7 è stato dirottato a Staunton-Shenandoah Valley Airport, in Virginia senza danni fisici ai passeggeri.
- 15 febbraio 1983 - il DHC-7-102 del volo Rio Airways 252 è stato dirottato a Nuevo Laredo, in Messico, senza nessun danno fisico ai passeggeri.
- 6 maggio 1988 - il volo 710 di un DHC-7-102 di Widerøe si è schiantato su una collina in cattive condizioni meteo nei pressi dell'aeroporto di Brønnøysund in Norvegia, riscontrate 36 vittime.
- 28 novembre 1998 - un DHC7-102 DNK Aviation Leasing si è schiantato dopo aver perso il funzionamento di un motore durante un volo di prova nei pressi di Ashburton, Regno Unito, uccidendo l'equipaggio composto da due persone.
- 23 luglio 1999 - un DHC-7-102 (O-5A) dell'esercito statunitense è caduto in montagna vicino a Orito nel dipartimento di Putumayo in Colombia, uccidendo tutti i passeggeri a bordo, 7 vittime.
- 7 settembre 1999 - uno DHC-7-102 di Skyline (Nigeria) è stato danneggiato in seguito a un atterraggio senza carrello a Port Harcourt in Nigeria con 19 persone a bordo (nessuna vittima).
- 4 settembre 2002 - il volo 897 di un DHC-7-102 di Asian Spirit scivolò fuori pista all'aeroporto di Manila con 49 passeggeri a bordo (nessuna vittima).
- 1 maggio 2006 - un DHC-7-102 di Trans Air Capitale (una società di charter con sede a Toronto) per una missione ONU in Liberia (UNMIL) precipita a Zwedru in Liberia dopo che il carrello non si è esteso, con 40 passeggeri a bordo (37 soldati etiopi), nessuna vittima.

## Versioni
- DHC-7-1: prototipo, due costruiti

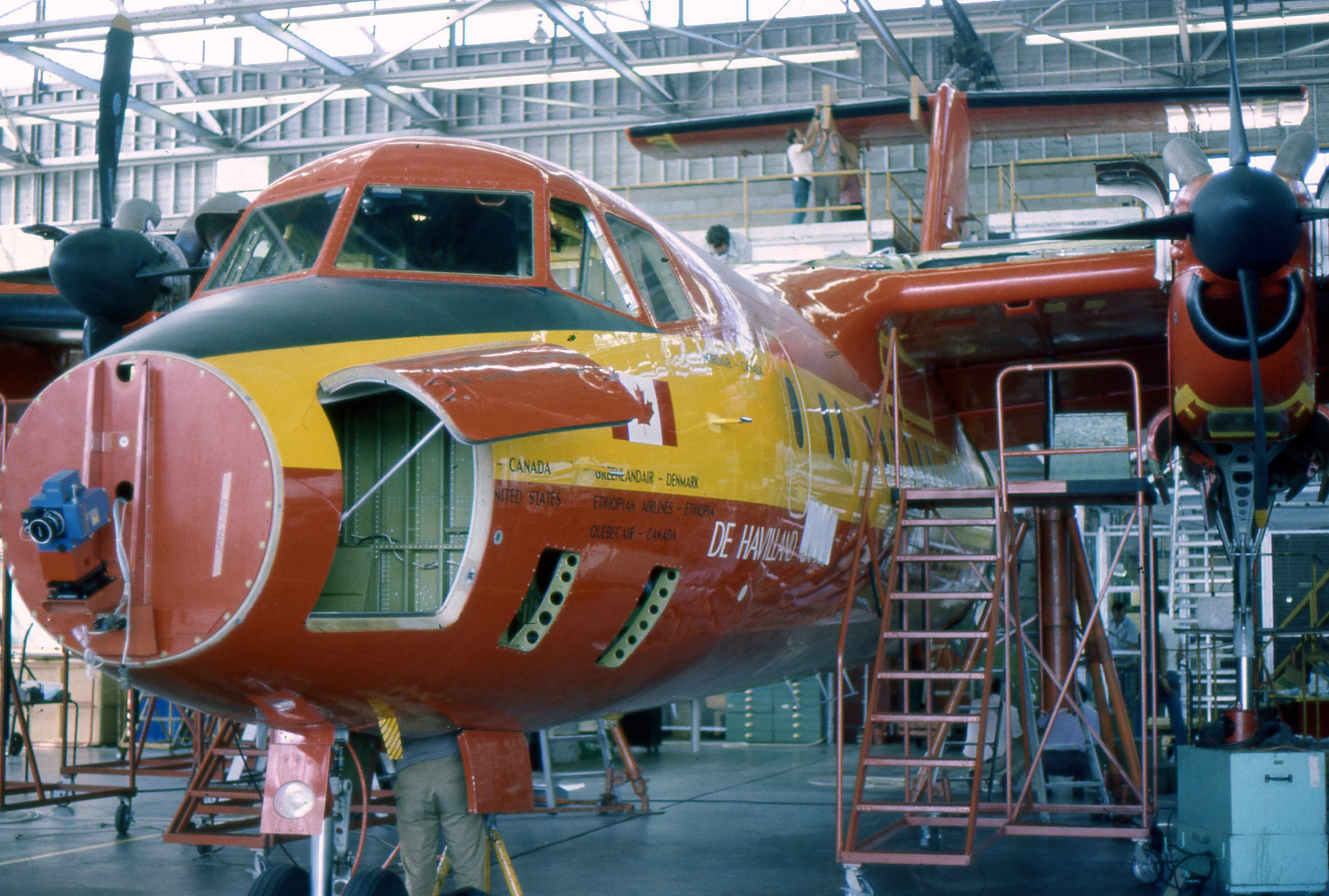
De Havilland Canada DHC-7 C-GNBX-X

- DHC-7-100: variante di produzione, con un massimo di 54 passeggeri e 43 000 libbre (20 000 kg) di peso al decollo
- DHC-7-101: variante passeggeri / merci con un massimo di 50 passeggeri e una porta di carico nella sezione anteriore sinistra
- DHC-7-102: variante per un massimo di 54 passeggeri e 44 000 libbre (20 000 kg) di peso al decollo
- DHC-7-103: variante passeggeri / merci con un massimo di 50 e portellone di carico; davanti a sinistra 44 020 libbre (19 970 kg) di peso al decollo
- DHC-7-150: versione migliorata; realizzata nel 1978 con un più elevato peso lordo e maggiore capacità di carburanteDHC-7-150IR: variante del 150 modificato; prodotta nel 1986 per Transport Canada
- CC-132: disegno militare, per l'aviazione canadese, derivato dalle serie 102/103
- O-5A ARL-I (Airborne Reconnaissance Low - IMINT): conversione di alcuni esemplari effettuata dalla California Microwave Incorporated negli anni 1991-1992
- EO-5B ARL-C (Airborne Reconnaissance Low - COMINT): conversioni di alcuni esemplari all'uso militare per l'aviazione statunitense della serie 102
- EO-5C ARL-M (Airborne Reconnaissance Low - multi-sensore): conversioni effettuate dalla California Microwave Incorporated 1996
- RC-7B ARL-M (Airborne Reconnaissance Low - multi-sensore): revisione progettuale del EO-5C realizzata nel 2004

## Operatori

### Civili

#### Attuali
Ad agosto 2019, sono ancora in uso in ambito civile commerciale 13 Dash 7:
 Canada
- Air Tindi (3)[2][3]
- Trans Capital Air (2)[2]
- Tli Cho Air (1)[4][5]

 Egitto
- Petroleum Air Services (2)[2]

 Indonesia
- Pelita Air (2)[2]

 Kenya
- Airkenya Express (2)[2]

 Venezuela
- Linea Turistica Aerotuy (1)[2]

#### Non più in uso
Argentina
- Kaikén Líneas Aéreas

 Australia
- Jetcraft Aviation

 Austria
- Tyrolean Airways

 Canada
- AirBC
- Air Tindi
- City Express
- Time Air
- Trans Capital Air
- Wardair
- Voyageur Airways

 Colombia
- Helicol

 Danimarca
- Maersk Air

 Groenlandia
- Air Greenland

 Guatemala
- Aviones Comerciales de Guatemala (Avcom)
- Aéro Ruta Maya

 Honduras
- Sahsa

 Israele
- Arkia

 Malaysia
- Berjaya Air

 Nuova Zelanda
- Newmans Air

 Nigeria
- Skyline (Nigeria)

 Norvegia
- Widerøes Flyveselskap
- DNK Aviation Leasing Group

 Papua Nuova Guinea
- Air Niugini

 Filippine
- Asian Spirit
- Zest Airways (ora Air Asia Zest)

 Slovenia
- Adria Airways

 Tanzania
- Regional Air Services (Tanzania)

 Regno Unito
- Brymon
- London City Airways

 Stati Uniti
- Air Oregon
- Air Pacific
- Air Wisconsin
- Allegheny Commuter
- Atlanta Express Airline Corp.
- Atlantic Southeast Airlines (ASA) (ora ExpressJet)
- Continental Express
- Crown Airways
- Delta Connection
- Era Aviation (code share per Alaska Airlines in Alaska)
- Farwest Airlines
- Golden Gate Airlines
- Golden West Airlines
- Gulfstream International Airlines
- Hawaiian Airlines
- Henson Airlines (code share per Piedmont Airlines)
- MarkAir Express (code share per MarkAir in Alaska)
- Maverick Airways (code share in Colorado per Frontier Airlines)
- Pan Am Express (operati da Ransome Airlines per Pan Am via a code sharing)
- Paradise Island Airlines
- Ransome Airlines
- Rio Airways
- Rocky Mountain Airways
- Ross Aviation
- Trans World Express

 Venezuela
- Conviasa

 Repubblica Democratica Popolare dello Yemen
- Alyemda

#### Altri operatori civili

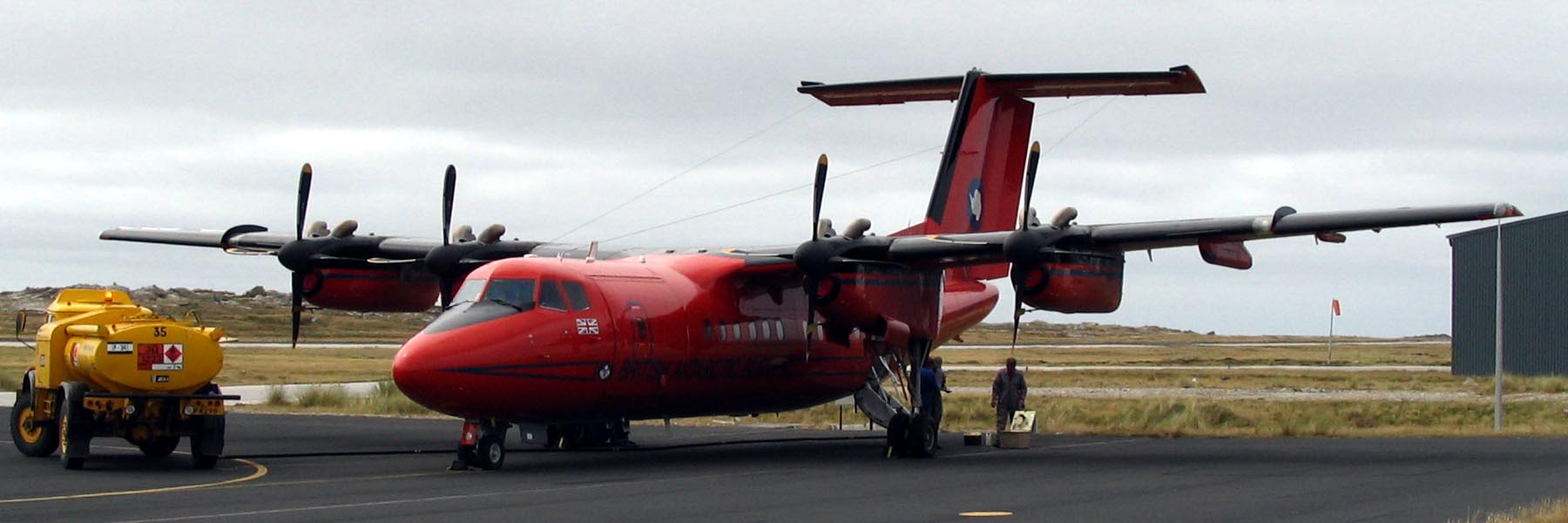
Il BAS Dash 7 a Stanley (Falkland)

Il British Antarctic Survey gestisce un singolo Dash 7 a sostegno del suo programma di ricerca in Antartide. L'aereo effettua regolari voli navetta tra Stanley sulle Isole Falkland o Punta Arenas, in Cile, e la base Rothera sull'isola di Adelaide. Effettua anche voli da e verso la pista di ghiaccio dello Sky Blu Logistics Facility sulla terraferma antartica.

### Militari
Canada
- Forze armate canadesi (due modelli usati dal 1979 al 1987, sostituiti da Dash 8)[7]

 Stati Uniti
- United States Army (10 modelli: 1 O-5A, 2 EO-5B, 5 RC-7B)[7]

Venezuela
- Marina venezuelana (1 modello consegnato nel 1982)